# West New York
Artikeln behandlar kommunen i Hudson County, New Jersey. För andra betydelser, se New York (olika betydelser).

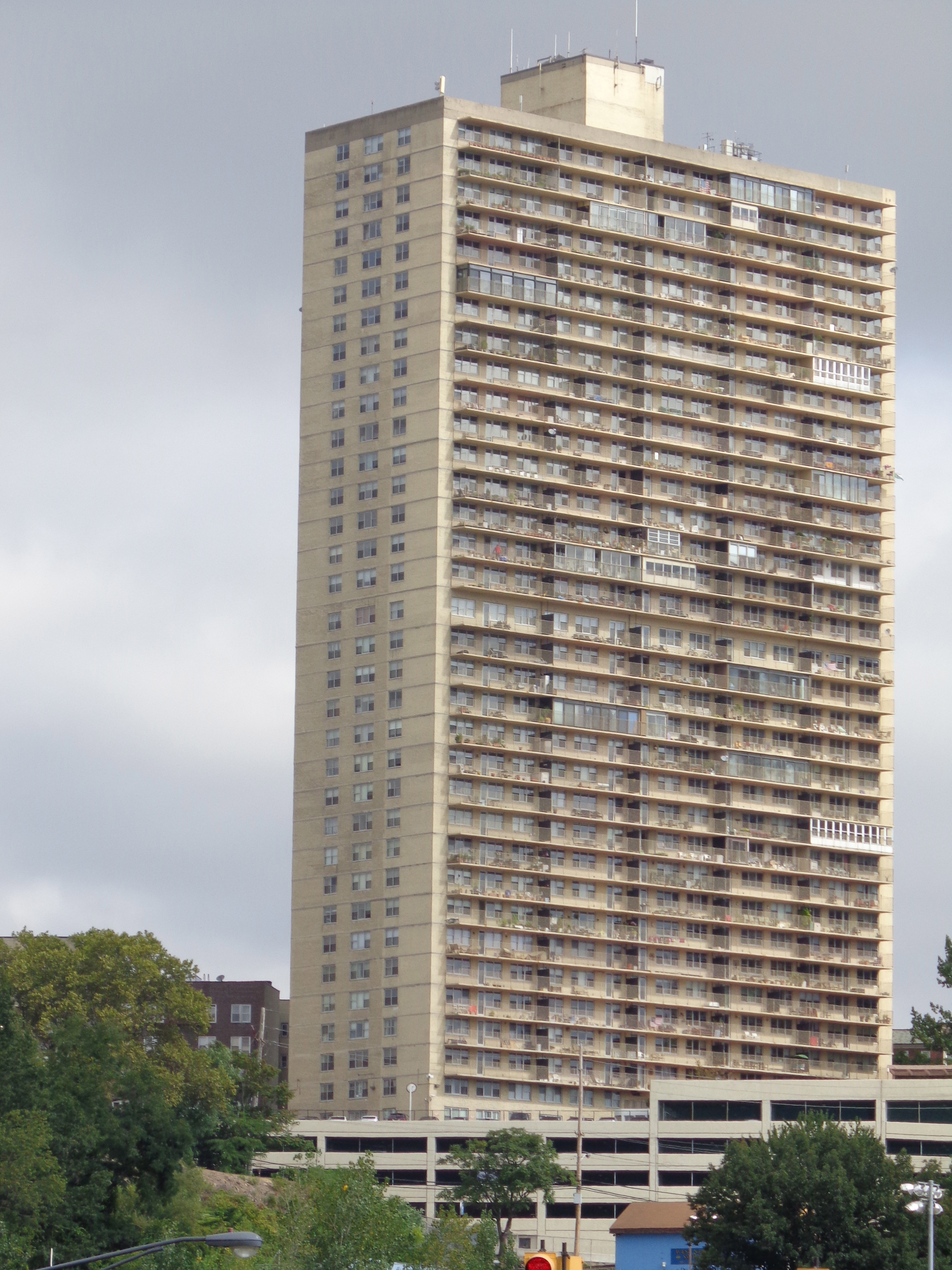
Riviera Towers.

West New York är en kommun (town) i centrala delen av New Yorks storstadsregion, belägen i Hudson County i delstaten New Jersey, på västra sidan av Hudsonfloden. Kommunen hade 49 708 invånare vid 2010 års federala folkräkning, på en yta av endast 3.4 kvadratkilometer, varav 2,6 kvadratkilometer är land.
Området är tätbebyggt och är en av USA:s mest tätbefolkade kommuner.

## Geografi
West New York tillhör New Yorks storstadsregion och kommunalförbundet North Hudson i norra delen av Hudson County. Kommunen gränsar i norr till Guttenberg, i öster mot Hudsonfloden och Manhattan, i söder mot Union City och Weehawken och i väster mot North Bergen.
West New York ligger vid och ovanför klippbranten New Jersey Palisades på Hudsonflodens västra sida, och innehåller den högst belägna punkten i Hudson County. Hamnområdet vid floden kallas Bulls Ferry, en beteckning som använts sedan 1700-talet. Bergenline Avenue är den huvudsakliga nord-sydliga affärsgatan, som korsas av den breda genomfartsgatan 60th Street, där också stadshuset ligger. Många gator i området är uppkallade efter amerikanska presidenter.

## Historia
West New York fick status som town genom ett beslut av New Jerseys delstatslegislatur 8 juli 1898, och ersatte då den tidigare kommunen Union Township. Området urbaniserades med en snabbt ökande befolkning i början av 1900-talet, då flera textilindustrier etablerades i norra delen av Hudson County, framför allt broderitillverkning som North Hudson-regionen länge var känd för.
Staden befolkades ursprungligen huvudsakligen av italiensk- och tyskättade amerikaner, och från 1960-talet slog sig även många exilkubaner ned i området, vilket givit upphov till smeknamnet "Havana on the Hudson"; idag är majoriteten av befolkningen av spansktalande ursprung. Under 1960-talet byggdes höghus vid Boulevard East vilket ledde till en kraftig ökning av befolkningstätheten. Sedan 1980-talet har Hudsonflodens västra strand omvandlats, och där tidigare hamnterminaler och industrier låg finns idag huvudsakligen bostäder och rekreationsområden som Hudson River Waterfront Walkway.